# Illadopsis rufipennis
Illadopsis rufipennis е вид птица от семейство Pellorneidae.

## Разпространение
Видът е разпространен в Ангола, Габон, Гана, Гвинея, Екваториална Гвинея, Камерун, Република Конго, Демократична република Конго, Кот д'Ивоар, Кения, Либерия, Нигерия, Сиера Леоне, Танзания, Уганда и Централноафриканската република.